# Футболіст року (Грузія)
Гравець року — почесне звання, яке присвоюється кращому футболісту Грузії за підсумками календарного року.
Вперше Гравець року був визначений у 1990 році Федерацією футболу Грузії, першим лауреатом став Темурі Кецбая.
З 1993 по 2006 роки опитування з метою виявити найкращого футболіста Грузії проводилося газетою «Сабрієлі». У 2006 році Професійна футбольна ліга Грузії провела альтернативне опитування, а з 2007 року «Сабріелі» та ПФЛ організують вибір найкращого гравця спільно.

## Переможці
| Рік  | Гравець                     | Клуб                                                     |
| ---- | --------------------------- | -------------------------------------------------------- |
| 1990 | Темурі Кецбая               | Динамо (Тбілісі)                                         |
| 1991 | Михайло Джишкаріані         | Динамо (Тбілісі)                                         |
| 1992 | Михайло Джишкаріані         | Цхумі                                                    |
| 1993 | Георгій Кінкладзе           | Саарбрюккен                                              |
| 1994 | Шота Арвеладзе              | Динамо (Тбілісі)                                         |
| 1995 | Акакій Девадзе              | Ростсільмаш                                              |
| 1996 | Георгій Кінкладзе           | Манчестер сіті                                           |
| 1997 | Темурі Кецбая               | Ньюкасл                                                  |
| 1998 | Шота Арвеладзе              | Аякс                                                     |
| 1999 | Заза Джанашія               | Локомотив (Москва)                                       |
| 2000 | Леван Кобіашвілі            | Фрайбурґ                                                 |
| 2001 | Каха Каладзе                | Мілан                                                    |
| 2002 | Каха Каладзе                | Мілан                                                    |
| 2003 | Каха Каладзе                | Мілан                                                    |
| 2004 | Олександр Іашвілі           | Фрайбурґ                                                 |
| 2005 | Леван Кобіашвілі            | Шальке                                                   |
| 2006 | Каха Каладзе Шота Арвеладзе | Мілан (за версією «Сарбієлі») АЗ Алкмар (за версією ПФЛ) |
| 2007 | Шота Арвеладзе              | Леванте                                                  |
| 2008 | Олександр Іашвілі           | Карлсруе                                                 |
| 2009 | Жано Ананідзе               | Спартак (Москва)                                         |
| 2010 | Георгій Меребашвілі         | Динамо (Тбілісі)                                         |
| 2011 | Каха Каладзе                | Дженоа                                                   |
| 2012 | Гурам Кашія                 | Вітесс                                                   |
| 2013 | Гурам Кашія                 | Вітесс                                                   |
| 2014 | Соломон Кверквелія          | Рубін                                                    |
| 2015 | Джаба Канкава               | Дніпро Реймс                                             |
| 2016 | Торник Окріашвілі           | Краснодар                                                |
| 2017 | Соломон Кверквелія          | Локомотив (Москва)                                       |
| 2018 | Георгій Чакветадзе          | Гент                                                     |
| 2019 | Джаба Канкава               | Тобол                                                    |
| 2020 | Хвіча Кварацхелія           | Рубін                                                    |
| 2021 | Хвіча Кварацхелія           | Рубін                                                    |
| 2022 | Хвіча Кварацхелія           | Наполі                                                   |
| 2023 | Хвіча Кварацхелія           | Наполі                                                   |
| 2024 | Гіоргі Мамардашвілі         | Валенсія                                                 |